# Reconnaissance juridique des langues des signes
 (août 2020).
La reconnaissance juridique des langues des signes est l'une des préoccupations majeures de la communauté internationale des sourds.
Il n'y a pas de manière standard dans laquelle une telle reconnaissance peut être légale ou officielle. Chaque pays a sa propre interprétation. Dans certains pays, la langue des signes nationale est une langue officielle de l'Etat, alors que dans d'autres, il a un statut de protection dans certains domaines tels que l'éducation. Toutefois, la reconnaissance n'est pas garantie pour une amélioration effective de la vie des utilisateurs de langue des signes. 
On note ci-dessous les pays qui ont reconnu leur langue des signes dans la constitution et les pays qui ont leur langue des signes officielle parmi leur langue parlée.

## En Afrique
- Kenya : La langue des signes kényane est notée deux fois dans la constitution du Kenya : 
 Chapitre deux - La République, Article 7 (3b) « promouvoir le développement et l'utilisation des langues autochtones, la langue des signes kényane, le braille et d'autres formats et technologies de communication accessibles aux personnes handicapées »[1].
 Et l'autre article évoque que les langues officielles du Parlement sont le kiswahili, l'anglais et la langue des signes kényane : 
Chapitre huit - La législature, Article 120 (1) « Les langues officielles du Parlement doivent être kiswahili, l'anglais et la langue des signes kényane, et les affaires du Parlement peuvent être menées en anglais, en kiswahili et en langue des signes kényane »[1].
- Ouganda : La langue des signes ougandaise est notée dans la constitution d'Ouganda depuis le 8 Octobre 1995: 
 Chapitre Chapitre Constitution de la République de l'Ouganda, Objectifs nationaux et principes directeurs de la politique de l' État, article XXIV (c): « Les valeurs culturelles et coutumières qui sont compatibles avec les droits et libertés fondamentaux, la dignité humaine, la démocratie et à la Constitution peuvent être élaborées et intégrées dans les aspects de la vie ougandaise.
 L'État doit: [...] promouvoir le développement d'une langue des signes pour les sourds; »[2].

- Zimbabwe : La langue des signes zimbabwéenne, est notée dans la constitution du Zimbabwe en 2013: 
 Chapitre 1: Dispositions fondamentales, article 6 : Langue : « Les langues suivantes, à savoir chewa, chibarwe, anglais, kalanga, koisan, nambya, ndau, ndebele, shangani, shona, langue des signes, sotho, tonga, tswana, venda et xhosa, sont les langues officiellement reconnues du Zimbabwe. »[3].

## En Amérique
- Brésil :
- Venezuela: La langue des signes vénézuélienne est reconnue dans la constitution en 1999 :
Article 81 « [...] On reconnaîtra aux personnes atteintes de surdité le droit de s'exprimer et communiquer dans le langage des signes vénézuéliens. »[4],[5].

## En Asie
- Corée du Sud : La langue des signes coréenne est une langue officielle de la République de Corée[6].
- Japon : La langue des signes japonaise est reconnue par la loi japonaise depuis le 5 août 2011[7].
- Philippines : La langue des signes philippine est reconnue par la loi philippine depuis le 30 octobre 2018[8].
- Sri Lanka : La langue des signes sri-lankaise est reconnue par la loi sri-lankaise depuis le 14 septembre 2017[9].

## En Europe

La reconnaissance des Langues des signes en Europe.

- Autriche : la langue des signes autrichienne est reconnue officiellement le 1er septembre 2005[10]. La Constitution d'Autriche est modifiée afin d'inclure :
 Article 8 (3) « Die Österreichische Gebärdensprache ist als eigenständige Sprache anerkannt. Das Nähere bestimmen die Gesetze. » (« La langue des signes autrichienne est reconnue comme langue indépendante »)[réf. nécessaire].
- Finlande : La langue des signes finnoise est officiellement reconnue dans la constitution depuis l’août 1995:
 Article 17 - Droit à sa propre langue et culture . [...] Les droits des personnes utilisant la langue des signes et de personnes ayant besoin d'interprétation ou d'une traduction en raison d'un handicap sont garantis par la loi.[11]
- Estonie : La langue des signes estonienne est la deuxième langue officielle d'Estonie depuis le 1er mars 2007 selon leur loi[12] : 
 Article 1 (3) : « La langue des signes estonienne est une langue indépendante et de la langue estonienne signé est la forme physique de la langue estonienne. »[Quoi ?]
- Hongrie: La langue des signes hongroise est protégée par la constitution hongroise depuis 2011[13]:
 Article H (3) : « La Hongrie protège la langue des signes hongroise en tant qu’élément de la culture hongroise. »
- Islande : La langue des signes islandaise  est reconnue depuis 27 mai 2011 par le parlement islandais et reconnue par la loi no 61 du 7 juin 2011 avec la langue parlée islandaise[14].
- Portugal : la langue des signes portugaise est reconnue depuis 1997 :
 Article 74, 2 (h) : Dans la mise en œuvre de la politique de l'éducation, l'État est chargé de protéger et de développer langue des signes portugaise, comme une expression de la culture et un instrument pour l'accès à l'éducation et l'égalité des chances.[15]

## En Océanie
- Nouvelle-Zélande : La langue des signes néo-zélandaise est une langue officielle du pays, statut qu'elle partage avec l'anglais et le maori[16]. La loi reçut une sanction royale, formalité constitutionnelle, le 10 avril 2006[17]. La langue des signes néo-zélandaise devint langue officielle le jour suivant.
- Papouasie-Nouvelle-Guinée : La langue des signes devient la quatrième langue officielle avec l'anglais, le tok pisin et le hiri motu[18].